# Honduras na Zimowych Igrzyskach Olimpijskich 1992
Honduras na Zimowych Igrzyskach Olimpijskich 1992 reprezentowała jedna zawodniczka, która wystartowała w biegach narciarskich.
Był to pierwszy start Hondurasu na zimowych igrzyskach olimpijskich.

## Biegi narciarskie
Kobiety
- Jenny Palacios-Stillo
  - bieg na 5 km – 62. miejsce
  - bieg na 15 km – 50. miejsce
  - bieg na 10 km na dochodzenie – 58. miejsce